# Lyukóbánya
Lyukóbánya Miskolc egyik legnagyobb szénbányája volt.

## Fekvése
A Borsodi szénmedence legdélebbre fekvő bányaüzeme Borsod megyében, a Miskolc közeli Lyukóvölgyben.

## Története
Lyukóbánya létrejötte a terület kedvező geológiai adottságainak valamint történelmi, társadalmi és gazdasági tényezőinek köszönhető. Az itteni bányászat a kibontakozó ipari forradalom nyomán fellendülő hazai ipar vas és acél, valamint a nagy múltú  Diósgyőr környéki kohászat igényeinek hagyományos (faszéntüzeléses) módszerekkel termelő igényeit próbálta kielégíteni. 
A magyar ipar fejlődésének politikai és gazdasági feltételeit az 1867. évi kiegyezés teremtette meg, mivel ez időkre az ország egyik legnagyobb acélgyárává a Rimamurányi Vasmű Egylet ózdi központi gyára vált, mely az elavult, korszerűtlen ómassai kohó kiváltására alapozva. 
Ekkor tették le a diósgyőri vasgyár alapköveit, és ettől az időponttól kezdve számíthatjuk a borsodi nehézipar és az ettől elválaszthatatlan szénbányászat töretlen fejlődését is, mivel a trianoni békeszerződést követően Magyarország elveszítette nyersanyaglelő-területeinek nagy részét, és ezáltal az ország területén maradt bányavidékek, köztük a borsodi szénmedence bányászatának jelentősége is megnövekedett. Ez a növekedés a nagy gazdasági világválságig tartott, hatásai igen érzékenyen érintették a borsodi szénbányászatot és nehézipart is.
Ez a válság csak az 1930-as évek végén kezdett enyhülni, amikor sok más európai országhoz hasonlóan Magyarország és a diósgyőri Magyar Királyi Állami Vas- és Acélgyár is a haditermelésre állította át az iparát, s a termelés növelésével megnőtt a gyár szénigénye is, mely ösztönözte a térség szénbányászatát.
Régen a Lyukószén és a Perecei Bánya a miskolci vasútvonalon a vasgyárba szállított szenet. Ehhez kapcsolódó a Lyukói Bányavasút.